# Universidade Ardhi
A Universidade Ardhi ou Ardhi University (ARU) é uma universidade pública da Tanzânia, sediada em Dar es Salaam . Foi criada em 28 de março de 2007. Situa-se perto da Universidade de Dar es Salaam, ao qual era uma faculdade constituinte entre 1996-2007, quando era conhecida como University College of Lands and Architectural Studies (UCLAS). Antes de ser parte da Universidade de Dar es Salaam, a Universidade Ardhi era conhecida como Instituto Ardhi.